# هیدی تمشی
هِیدی تِمِشی (مجاری: Hédi Temessy؛ ۶ مهٔ ۱۹۲۵ – ۲۹ مهٔ ۲۰۰۱) هنرپیشه مجار بود که بین سال‌های ۱۹۴۸ تا ۲۰۰۱ میلادی فعالیت می‌کرد.
از فیلم‌هایی که وی در آن نقش داشته‌است، می‌توان به مفیستو، یک نقش عجیب، کرکس، نفرین و سالنمای خزان اشاره کرد.